# St. Vit
St. Vit ist ein ehemals selbständiger Ort in Nordrhein-Westfalen, der seit
der Kommunalreform von 1970 zur Stadt Rheda-Wiedenbrück im Kreis Gütersloh gehört. Der Ort ist 1037,45 ha groß und hat rund 1500 Einwohner (2022). Der 1212 erstmals urkundlich erwähnte Ort liegt eher ländlich und wurde durch seine Barockkirche bekannt, die in ihrer Art im ostwestfälischen Raum einzigartig ist.

## Geschichte
Das Kirchspiel St. Vit, bestehend aus dem Kirchdorf St. Vit sowie den beiden alten Bauerschaften Geweckenhorst und Rentrup, gehörte bis zu den Napoleonischen Kriegen zum Amt Reckenberg des Fürstbistums Osnabrück. Es kam 1816 zum neuen Kreis Wiedenbrück und gehörte dort zunächst zur Gemeinde Langenberg im Amt Reckenberg. Im Jahr 1867 wurde die neue Gemeinde St. Vit durch Ausgliederung des Kirchspiels St. Vit aus der Gemeinde Langenberg gebildet. Durch das Gesetz zur Neugliederung des Kreises Wiedenbrück und von Teilen des Kreises Bielefeld wurde die Gemeinde St. Vit am 1. Januar 1970 in die neue Stadt Rheda-Wiedenbrück eingegliedert.

## Kultur und Sehenswürdigkeiten

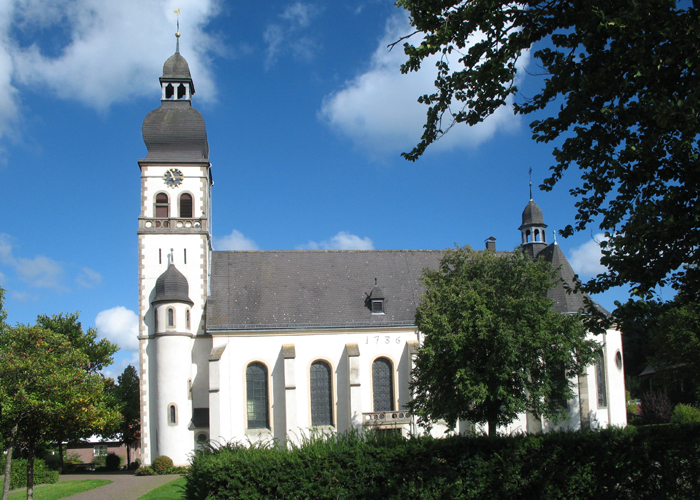
Kirche St. Vit

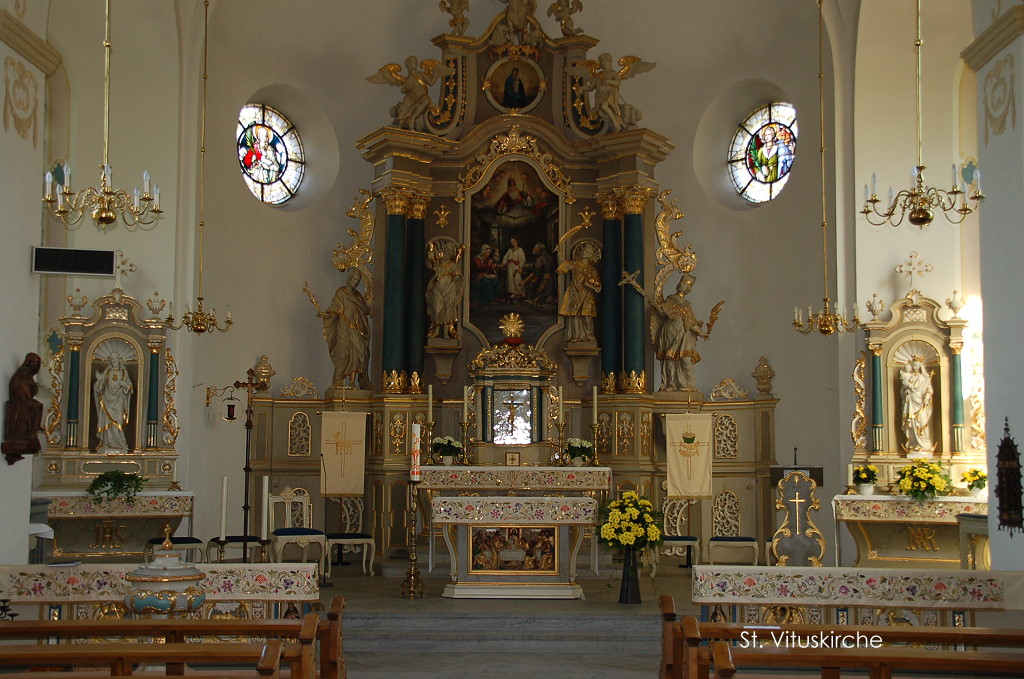
Hochaltar der St. Vituskirche

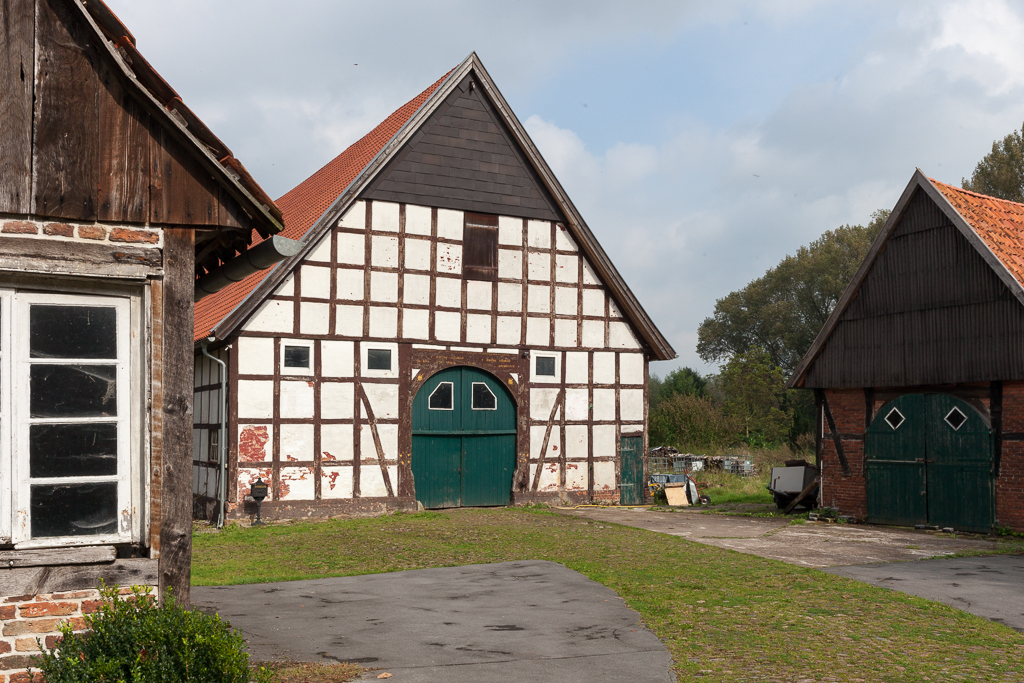
Haus Wieck, Bauernhaus, 2014

### Bauwerke
- Pfarrkirche St. Vitus. Saalkirche aus dem Jahr 1736
- Das unweit der Kirche gelegene Küsterhaus ist ein Fachwerkbau von 1658, jetzt ein Gemeinschaftshaus mit Ferienwohnung.

### Freiwillige Feuerwehr
Im Norden von St. Vit steht ein Feuerwehrhaus. Außerdem ist St. Vit Standort der Kreisfeuerwehrschule des Kreises Gütersloh.

## Sportvereine
- Laufen und Gutes tun e. V.

Der Verein veranstaltet jährlich einen Benefizlauf zugunsten der DKMS und der Ambulanten Palliativpflege in Bielefeld-Bethel. Der Verein wurde Ende 2005 gegründet.
- Rot-Weiß St. Vit e. V.

## Soziales
In St. Vit wurde 2007 durch Bürger ein Programm gegen die vom Stadtrat schon fast beschlossenen Windräder ins Leben gerufen. Ein Verein engagierte sich mit öffentlichen Treffen im Feuerwehrhaus gegen die alternative Energiequelle der Windkraft und forderte die Absage des Bauplans, der zu diesem Zeitpunkt schon feststand.

## Töchter und Söhne
Aus St. Vit stammen Hermann Schalück (1939–2024), der Generalminister der Franziskaner und von 1997 bis 2008 Präsident des Internationalen Katholischen Missionswerkes missio Aachen war, und der ehemalige Vorstandsvorsitzende des FC Schalke 04, Josef Schnusenberg (1941–2024). Ebenfalls stammte aus St. Vit der Historiker Franz Flaskamp (1890–1985).